# Warlords (seria)
Warlords – seria komputerowych strategii turowych wydanych przez SSG, która liczy cztery części i jedno rozszerzenie. Główna część rozgrywki w serii przedstawiona jest na mapie widocznej z lotu ptaka, na której gracz przesuwa swoje wojska. Postać może wejść w posiadanie zamków, w których rekrutuje się nowe jednostki i bohaterów. Gracz nie ma kontroli nad postaciami w trakcie walki. Wynik starcia jest obliczany przez silnik gry.
Do serii należą następujące gry:
- Warlords wydana 23 kwietnia 1990[6]
- Warlords II wydana 10 grudnia 1993[7]
  - Warlords II Deluxe - edycja specjalna II z 1995
- Warlords III: Reign of Heroes wydana 2 października 1997[8]
  - Warlords III: Darklords Rising dodatek do części III wydany 10 czerwca 1998[9]
- Warlords IV: Bohaterowie Etherii wydana 21 października 2003[10]

Warlords doczekało się też osobnej serii RTS-ów, nazwanej Warlords Battlecry, liczącej trzy części, które zostały wydane w 2000, 2002 i 2004 roku